# 郑宏范
郑宏范（1965年1月—），男，汉族，河南南阳人，中华人民共和国政治人物。高级编辑。曾任内蒙古自治区人民政府副主席，内蒙古区委常委、宣传部长。现任第十四屆內蒙古自治區人大常委會副主任。

## 生平
1985年4月加入中国共产党。1987年毕业于信阳师范学院中文系。1990年取得中国社会科学院研究生院新闻系硕士学位。1990年7月参加工作，任国家统计局中国统计信息报社编辑。1992年1月，进入人民日报社，历任国内政治部编辑、国内政治部党的生活组组长、国内政治部副主任。
2004年1月，任中共中央宣传部办公厅副主任；2008年1月，任中央宣传部办公厅主任。
2014年4月，任中央宣传部副秘书长，兼全国宣传干部学院常务副院长、党委书记。
2019年5月，任内蒙古自治区人民政府副主席。
2021年8月，任中共内蒙古自治区党委常委、宣传部部长。
2025年1月17日，當選第十四屆內蒙古自治區人民代表大會常務委員會副主任。